# Terror roig etíop
El terror roig etíop va ser un període de repressió política que va instigar el govern d'Etiòpia contra grups opositors durant els anys 1976 i 1977. Va suposar entre 30.000 i 750.000 morts segons les fonts consultades.
El Derg va prendre el poder després de la caiguda de l'emperador el 1974 però ho va fer en un context força inestable. Diversos grups opositors, entre els quals destaca el Partit Revolucionari Popular Etíop, volien compartir el govern, en un moviment que els líders del Derg van titllar de contrarevolucionari. Per això van dotar d'armes a grups civils però part d'aquests, en comptes d'atacar els opositors, van començar atacs per defensar els propis interessos, fet que va sumir el país en un caos de faccions enfrontades i violència al carrer. Aleshores el govern va intensificar la repressió contra els opositors, amb detencions massives i execucions sense garanties judicials.
Un dels seus màxims organitzadors, Mengistu Haile Mariam, va ser condemnat per genocidi mentre estava refugiat fora del país.